# Mezidemestan Kadın
Mezidemestan Kadın, död 1909, var sjätte hustru till den osmanska sultanen Abd ül-Hamid II (regerande 1876–1909).